# Бондарева, Елена Борисовна
Елена Борисовна Бондарева (род. 7 июня 1985, Дзержинск) — российская самбистка, чемпионка и призёр чемпионатов России и Европы, пятикратная чемпионка мира, девятикратная обладательница Кубка мира, двукратная чемпионка Европы, чемпионка II Европейских игр, победительница Универсиады в Казани, Заслуженный мастер спорта России.

## Спортивные результаты
- Чемпионат России по самбо среди женщин 2007 года — ;
- Чемпионат России по самбо среди женщин 2008 года — ;
- Чемпионат России по самбо среди женщин 2010 года — ;
- Чемпионат России по самбо среди женщин 2011 года — ;
- Чемпионат России по самбо среди женщин 2012 года — ;
- Чемпионат России по самбо среди женщин 2013 года — ;
- Чемпионат России по самбо среди женщин 2014 года — ;
- Чемпионат России по самбо 2015 года — ;
- Чемпионат России по самбо 2016 года — ;
- Чемпионат России по самбо 2017 года — ;
- Чемпионат России по самбо 2019 года — ;
- Чемпионат России по самбо 2020 года — ;